# Kapel der Drie Maagden
De Kapel der Drie Maagden (Frans: Chapelle des Trois Vierges) is een kapel in de gemeente Kaaster in het Franse Noorderdepartement.

## Legende

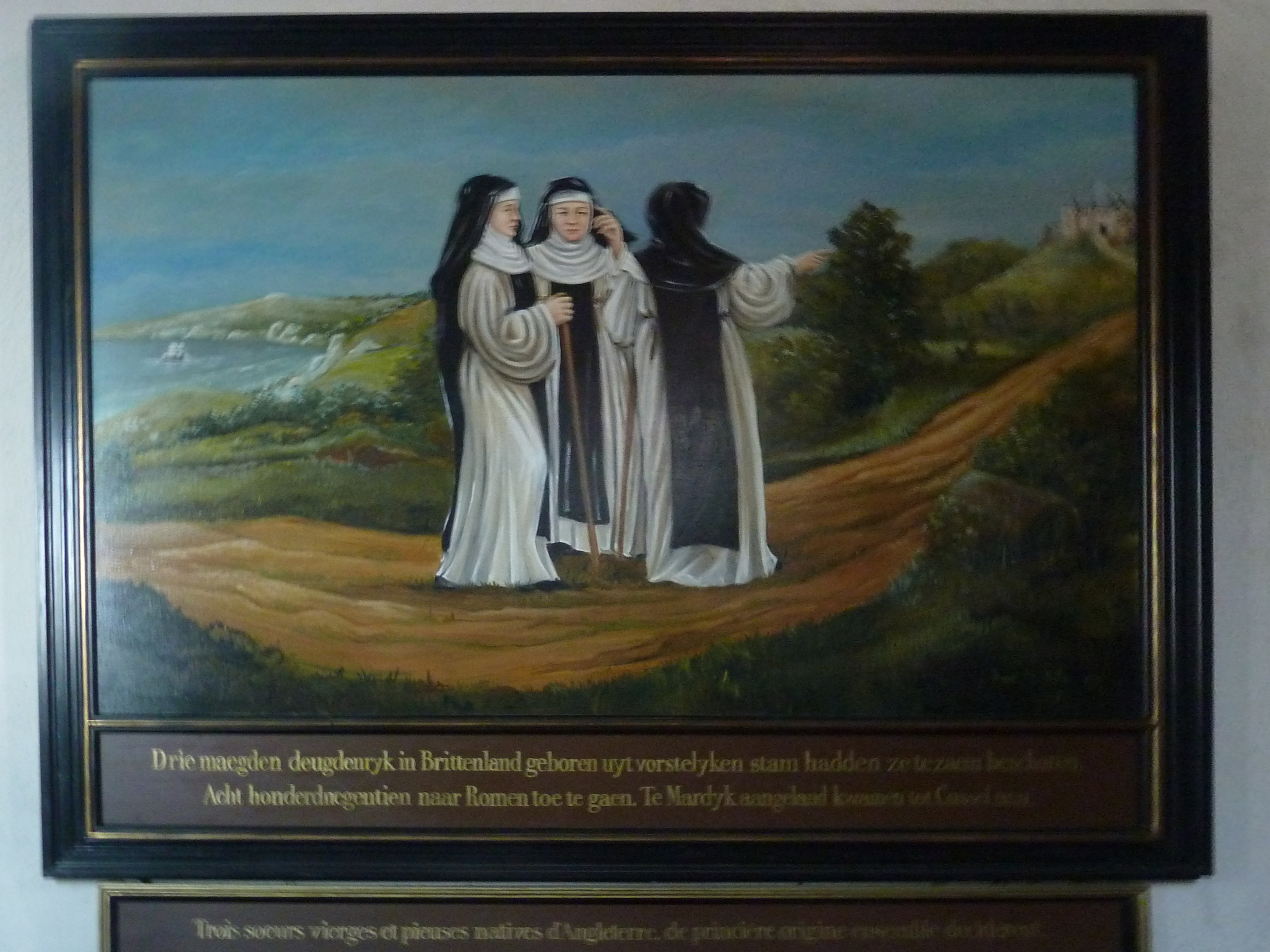
De drie maagden

De geschiedenis van de kapel voert terug op een legende volgens welke de drie vrome dochters van koning Kewulf van koninkrijk Wessex, genaamd Edith, Elfrieda en Sabina, in 851 de roeping kregen om op bedevaart te gaan naar het graf van Petrus en Paulus. Bij Mardijk kwamen ze aan land en volgden de Romeinse heerweg, toen al bekend als Steenstraete. In de buurt van het huidige Kaaster werden ze in een bos overvallen door een bende en op brute wijze vermoord. Op dat moment kreeg een blinde ridder, de heer van Strazele, die niet ver van daar vertoefde, een visioen van de Heilige Maagd die hem naar de plaats van het misdrijf verwees, alwaar hij zijn oogleden moest wassen met het bloed van de slachtoffers. Dat deed hij en aldus werd hij weer ziende. Als dank liet hij de kapel bouwen op de plaats van het misdrijf. Sindsdien kwamen er tal van pelgrims naar deze plaats, waar zich een mausoleum van de drie maagden bevond. Einde 15e eeuw zouden er verscheidene kinderen weer tot leven zijn gekomen dankzij hun voorspraak.

## Kapel
De huidige kapel, niet ver van de heerbaan gelegen, werd voor het eerst vermeld in 1475. De muren van het schip, met ijzerzandsteen en baksteen, gaan terug tot de 15e eeuw. In 1860 werd de kapel gewijzigd en werd ze ook van een torentje voorzien.

## Interieur
De kapel bezit een communiebank uit de 18e eeuw, een Mariabeeld van 1576 en een aantal schilderijen uit 1827 met Vlaamse rijmtekst, welke de geschiedenis der drie maagden weergeven, zoals: Den ridder dan klaerziend heeft dees kapel doen stigten. Tot een gedachtenis en uyt dankbare pligte. Uyt eerbewys en roem van deze wonderheyd. Om God en Maria te loven 't allen teyd. Ook een Franstalige tekst, eveneens op rijm, werd aangebracht.